# Ivanți, Kărdjali
Ivanți (în bulgară Иванци) este un sat în comuna Kărdjali, regiunea Kărdjali,  Bulgaria. 

## Demografie
Componența etnică a satului Ivanți
     Turci (99,31%)
     Nicio identificare (0,68%)
     Altele (0%)
La recensământul din 2011, populația satului Ivanți era de 146 locuitori. Din punct de vedere etnic, majoritatea locuitorilor (99,31%) erau turci. Pentru 0,68% din locuitori nu este cunoscută apartenența etnică.